# Тодор Александров лист
„Тодор Александров лист“ с подзаглавие Издава Македонската студентска корпорация „Шар“ е български вестник, излязъл в София, България, в единствен брой на 31 август 1942 година по повод годишнината от убийството на Тодор Александров.
Печата се в печатница „Полиграфия“ в София тираж от 20000 броя. Посветен е на живота и делото на Тодор Александров. Стои на националистически позиции.